# Тиш Сајрус
Тиш Финли Сајрус (енгл. Tish Finley Cyrus; Нешвил, 15. мај 1967) америчка је менаџерка и продуценткиња. Била је менаџерка своје ћерке Мајли Сајрус од почетка њене каријере, што је и дан данас уз Џонатана Данијела из Crush Music.

## Приватни живот
Имала је двоје деце, Бренди и Трејса, пре него што се удала за Билија Реја Сајруса. По склапању брака, Били их је обоје усвојио. Године 1992. родила је Мајли Сајрус, прво дете с Билијем. Дана 28. децембра 1993. одржали су церемонију венчања. Године 1994. добили су Брејсона, док је 2000. родила Ноу Сајрус.
У априлу 2022. поднела је захтев за развод, а папири откривају да је пар живи одвојено више од две године. У новембру исте године потврдила је да је у вези с глумцем Домиником Перселом из серије Бекство из затвора. У априлу 2023. објавила је да су се верили.